# ウプランド
ウプランド (houppelande) とは、14世紀後半から15世紀半ばまでの欧州で男女を問わず用いられたゆるやかな外套の一種。初めは踝丈だったが、後に腿丈程度の長さのものが一般的になった。登場した当初は男子の室内着であったが、後に屋外でも着られるようになり、女子も身に付けるようになった。

## 概要

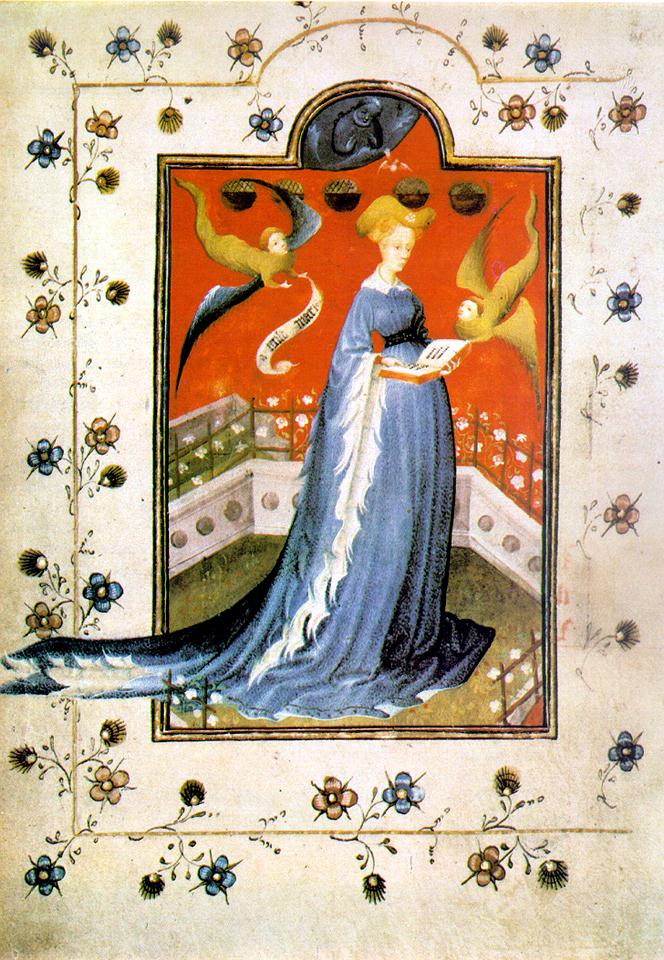
ウプランドを着た女性

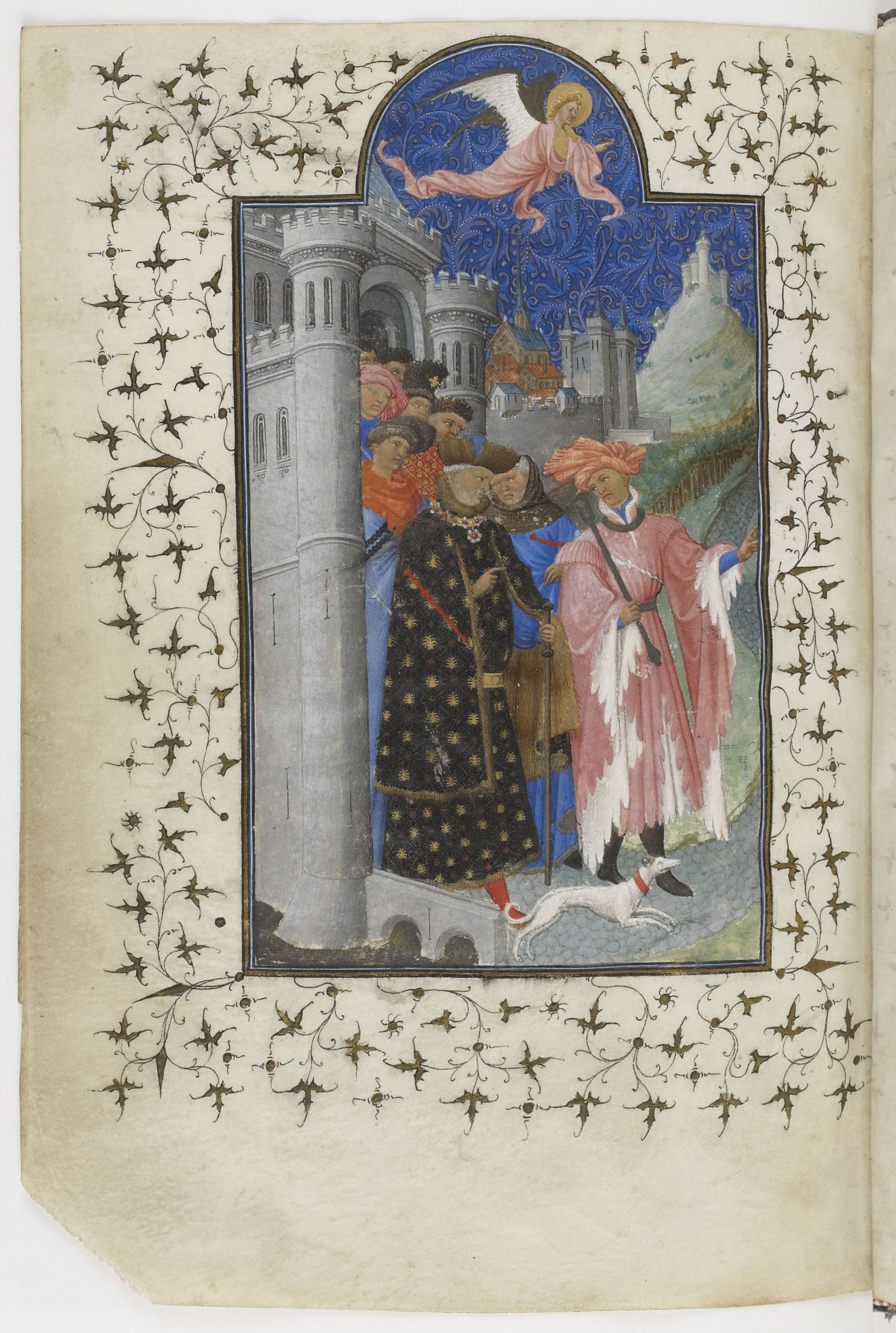
ウプランドを着た男性

14世紀半ばごろ、イタリアから西欧にもたらされたコタルディという尻丈のぴったりとした男子服が流行する。当時の西欧では、現代のような下半身の全体を覆う一繋がりのズボンはまだ存在せず、ホーズといって左右別々に履く長靴下のような脚衣と、ブルフという短い前の開いた股引のようなものを身に着けていた。そのため、短い衣服を着ていると、前に屈んだり椅子に掛けた拍子に陰部が露出する危険があった。
1359年ごろ、ウプランドは男子の室内着として登場する。登場した初めのころは、踝丈でやや詰まった衿とすぼまった袖を持つゆるやかな外套であった。当時流行の最先端であったシャルル6世の宮廷でウプランドは人気を博し、さまざまな工夫が凝らされるようになった。丈も床に引きずるものから腿丈までがあり、袖はすぼまったものから床に引きずるほどの漏斗型のものまでが現れた。形は様々だが、全て顎の辺りまで覆うほど高い衿がついていた。ダッギングといって、袖口や裾を飾り切りにするのが流行した。
貴婦人たちも王を真似てウプランドを身に付けた。こちらも、男性のものと同様に高い衿がついており、たいていが漏斗型の袖であった。
流行の発信地がフランス宮廷からブルゴーニュへと移った15世紀、シャルル6世にとって従甥（従兄弟であるジャン無怖公の世継）にあたるブルゴーニュのフィリップ善良公の宮廷でもウプランドは好まれた。豪華な絹織物を惜しげもなく用い、前身ごろを開いて下に着た服の美しい刺繍を覗かせたり、折り返し襟をつけるなどより洗練された着こなしが行われている。幅広い袖とダッギングの人気は下火となった。フィリップ善良公は父であるジャン無怖公の死後、ほとんどの肖像を黒いウプランドを身につけた姿で描かせており、ブルゴーニュでは宮廷の正装に黒ビロードが用いられた。西欧で黒がフォーマルウェアに用いられた最初の例である。

## 装飾
バロック時代の特徴的な装飾法として流行したのはダッギングという切りこみ装飾である。袖口と裾に鋏で波型、城壁型、帆立型などに切れ込みを入れるもので、シャルル6世のころ大流行した。ウプランドに施すのが普通だが、流行の最盛期には女性のかぶり物や騎士の陣羽織にも用いられた。
刺繍も大変人気があった。1392年にアミアン会議でブルゴーニュのフィリップ豪胆公とランカスターのジョン・オブ・ゴーントが臨席した際、ブルゴーニュ公は胸にルビーとサファイアを飾った口輪をはめた熊の刺繍、ランカスター公は左袖にルビーとサファイアと真珠を組み合わせた22本のバラの刺繍を施していた。フランスの王室会計録にはシャルル6世の紋章であるエニシダの枝と孔雀の刺繍への支払いの記録が残っている。この刺繍についての詳細は不明だが、おそらく宝石と金銀糸で装飾した美しいものであっただろう。これほど豪勢なものでなくとも、標語や頭文字などの刺繍は騎士たちに好んで行われていた。多くの標語は聖書などから取られたが、他の騎士と同じ標語を選んで争いの種になることも少なくなかった。